# (4075) Sviridov
Pour les articles homonymes, voir Sviridov.
(4075) Sviridov est un astéroïde de la ceinture principale découvert le 14 octobre 1982 par l'astronome russe Lioudmila Karatchkina.
Son nom est un hommage au compositeur Gueorgui Sviridov (1915-1998).